# Павлов Мис
Па́влов Мис (рос. Павлов Мыс) — селище у складі Колпашевського району Томської області, Росія. Входить до складу Новоселовського сільського поселення.

## Населення
Населення — 47 осіб (2010; 51 у 2002).
Національний склад (станом на 2002 рік):
- росіяни — 100 %